# 沙子乡 (镇宁县)
沙子乡，是中华人民共和国贵州省安顺市镇宁布依族苗族自治县下辖的一个乡镇级行政单位。

## 行政区划
沙子乡下辖以下地区：
沙子村、洒井村、后山村、许利村、河边村、湾田村、顶洪村、岜先村、落洼村、甲闹村、中箐村、下坝村、仁其村、乐纪村、这然村和沙包村。